# 刘宇一
刘宇一（1940年—），男，汉族，江苏南京人，生于四川自贡，中华人民共和国画家、政治人物，第十、十一、十二届全国政协委员。

## 生平
1960年毕业于中央美术学院附属中学。
2008年，当选第十一届全国政协委员，代表文化艺术界，分入第二十八组。